# حمادو سولي
حمادو سولي (بالإنجليزية: Hamadou Souley)‏ سياسي ووزير داخلية النيجر السابق من نوفمبر 2022، إلى حدود انقلاب النيجر.